# فرد راندال
فرد راندال هو عامل إنشاء وسياسي كندي، ولد في 25 يناير 1931 في فانكوفر في كندا، وتوفي في 5 يوليو 2002 في برنابي في كندا.